# Adlai E. Stevenson
Adlai E. Stevenson I (n. 23 octombrie 1835, Kentucky, SUA – d. 14 iunie 1914, Chicago, Illinois, SUA) a fost un politician american, Vicepreședinte al Statelor Unite ale Americii între 1893 și 1897.